# Église Saint-Pierre de Maël-Carhaix
Pour les articles homonymes, voir Église Saint-Pierre.
L'église Saint-Pierre est une église catholique située à Maël-Carhaix, en France.

## Localisation
L'église est située dans le département français des Côtes-d'Armor, sur la commune de Maël-Carhaix.

## Historique
L'édifice est inscrit au titre des monuments historiques en 1927.